# Crispin

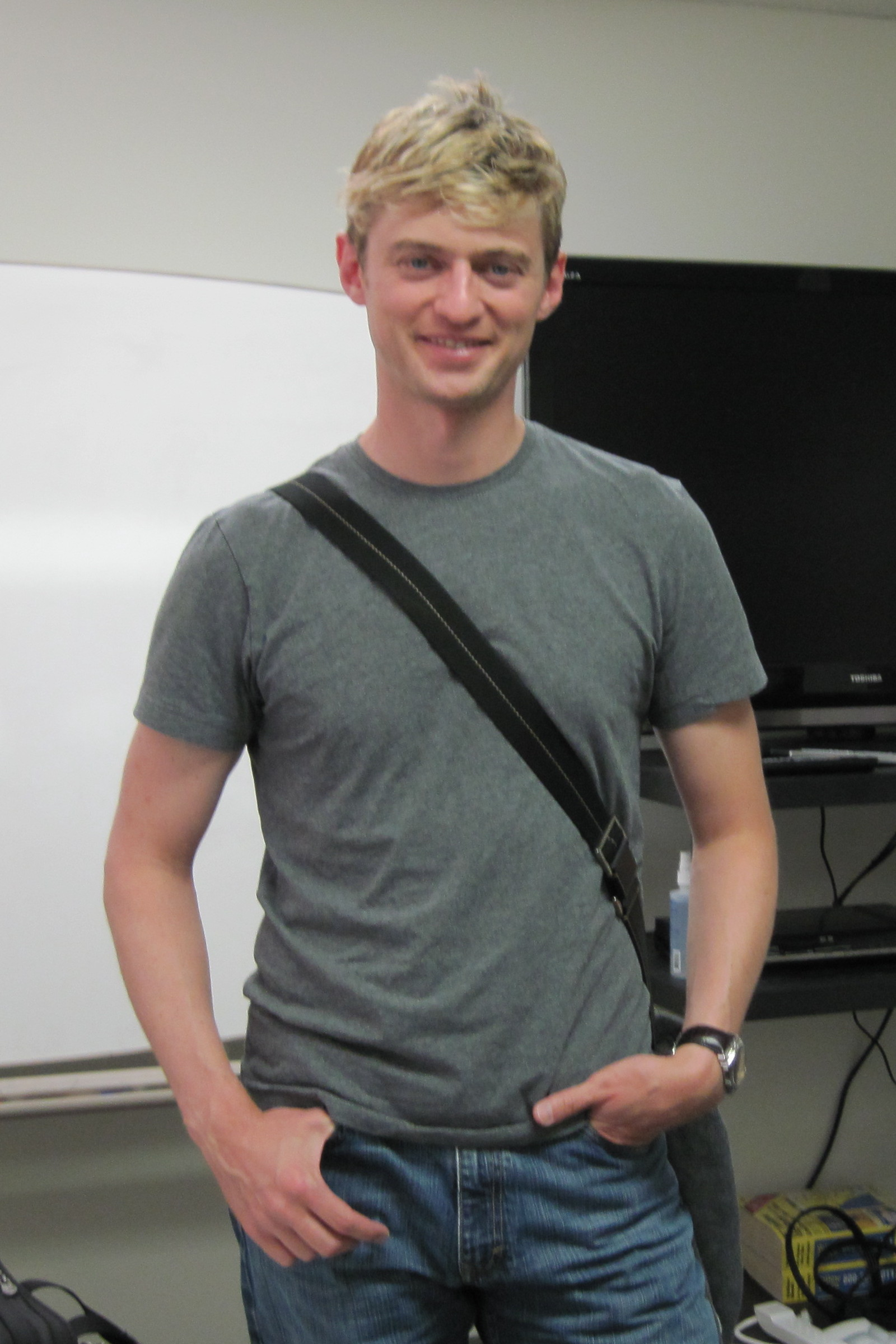
Crispin Freeman, 2009.

Crispin är ett mansnamn som också används som efternamn. Det kan ingå  i geografiska namn. Förnamnet har anor från antiken, där Crispinus och Crispinianus var två franska skomakare som led martyrdöden i Rom 287.
Den svenske arkitekten Carl Crispin tog efternamnet Crispin efter fadern,  Adrian Crispin Peterson, som hade namnet som förnamn.  
Den 31 december 2018 var 61 män folkbokförda i Sverige med förnamnet, därav 25 hade det som tilltalsnamn (första förnamn).

## Personer med Crispin som förnamn
- Adrian Crispin Peterson (1835–1912), svensk arkitekt och kommunalpolitiker
- Crispin Blunt (född 1960), brittisk politiker, konservativ
- Crispin Bonham-Carter (född 1969), brittisk skådespelare och teaterchef
- Crispin Freeman (född 1972), amerikansk röstskådespelare
- Crispin Dickson Wendenius (född 1975), svensk barnskådespelare
- Crispin Wright (född 1942), brittisk filosof